# 天保義夫
天保 義夫（てんぽ よしお、1924年4月25日 - 1999年12月30日）は、福岡県出身のプロ野球選手（投手）。

## 経歴
豊国商業から1942年に阪急へ入団。1943年5月2日の対南海戦でノーヒットノーランを記録。同年のシーズンでは11勝（16敗）を挙げ、防御率2.01でリーグ8位に入った。しかし、1944年に工場での勤労奉仕の作業中に製材用の歯車に巻き込まれ、右手中指と薬指、左手の人差し指と中指の計4本の指の先端を欠損してしまった。
この状況の中で戦後プロ野球に復帰するが、指先の欠損によりカーブが切れを失ってしまったため、海外の情報が乏しい中で独自にナックルボールの習得を決意。本に書いてあるとおりに球を握り、戦後の住宅事情が悪い中、自宅の押し入れに布団を積み重ね、2-3mの所から布団めがけて全力投球する練習を繰り返す。皮膚を縫い合わせた中指の指先からの出血で、投球を当て続けた自宅の布団が赤く染まるほどに練習し、指先の欠損という致命的なハンデキャップを乗り越えてナックルボールを習得して球界復帰を果たした。
1946年から5年連続2桁勝利を挙げ、戦後から両リーグ分立前後にかけて、野口二郎・今西錬太郎らとともに阪急の主戦投手を務めた。中でも、1948年は19勝22敗、防御率2.33（8位）、1949年には自己最高の24勝（防御率2.91〔4位〕）を挙げたが、このうち7勝を巨人から挙げるなど、1948年から1949年にかけて当時新記録となる対巨人戦8連勝を達成、巨人キラーとして名を馳せた。天保自身「私がナックルを投げると、青田昇、川上哲治という凄い連中がクルクルと空振りをしてくれるんです。気持ちよかったね」と回想している。当時、野球好きの女性から人気のある選手の一人で、1948年にデイリースポーツが掲載した女性野球ファンによる座談会に、真田重蔵（大陽ロビンス）とともに登場している。
セ・パ両リーグに分立した1950年も18勝とチームの勝ち頭となるが、24敗、防御率3.68（リーグ17位）に終わると、以降は1951年は9勝、1952年は4勝と年々成績が下降する。1953年は規定投球回未満ながら11勝（8敗）、防御率2.19と復活するが、以降は4年間で1勝のみに留まり、1957年限りで引退。
その後、1986年に体調不良で退団するまで、30年近くの長きに亘って阪急のコーチを務める。主に若手を指導し、その情熱ぶりは有名だった。阪急退団後は、阪急が関与していた少年野球チーム『阪急リトルブレーブス』で、小・中学生の野球指導にあたった。
1999年12月30日に肺気腫のため死去。75歳没。

## 選手としての特徴
ナックルボールが武器だったため「忍者投法」といわれて技巧派の印象があるが、一度スコアボードの方を向いてからばね仕掛けのようにホームにくるっと振り返って投げる、後の野茂英雄を思わせる全身を使ったダイナミックな投球フォームも特徴だった。全力投球により、しばしば被っている帽子が飛んでしまい、球団に残っている天保のピッチングの写真にも、一つとして帽子をまともに被っているものがなかった。
通常のナックルボールは人差し指・中指・薬指の3本の指を立てて投げるが、天保は先端が欠損した薬指は使わず、人差し指と中指の2本指のみを使用した。もともと制球が難しいナックルを2本指で使いこなすために、必死で練習したという。
ナックルボール取得以前はシュート、スライダー、カーブが武器。

## 人物
永井正義著『人物阪急球団史』では「阪急の球団史を語る上において、最も阪急を愛し、最も阪急のために尽くし、最もその功績を讃えられるべき人」と書かれている。1988年に阪急がオリエント・リース（のちオリックス）に買収された際、天保は「ブレーブスが身売りと聞いて感無量でした。でもブレーブス魂は生きている。それが私の支えです」と語っていた。

## 詳細情報

### 年度別投手成績
| 年 度      | 球 団      | 登 板 | 先 発 | 完 投 | 完 封 | 無 四 球 | 勝 利 | 敗 戦 | セ 丨 ブ | ホ 丨 ル ド | 勝 率 | 打 者 | 投 球 回 | 被 安 打 | 被 本 塁 打 | 与 四 球 | 敬 遠 | 与 死 球 | 奪 三 振 | 暴 投 | ボ 丨 ク | 失 点 | 自 責 点 | 防 御 率 | W H I P |
| ---------- | ---------- | ----- | ----- | ----- | ----- | -------- | ----- | ----- | -------- | ----------- | ----- | ----- | -------- | -------- | ----------- | -------- | ----- | -------- | -------- | ----- | -------- | ----- | -------- | -------- | ------- |
| 1942       | 阪急       | 30    | 21    | 7     | 1     | 0        | 8     | 7     | --       | --          | .533  | 658   | 159.2    | 122      | 0           | 82       | --    | 1        | 47       | 2     | 0        | 44    | 30       | 1.69     | 1.28    |
| 1943       | 阪急       | 34    | 25    | 18    | 4     | 1        | 11    | 16    | --       | --          | .407  | 934   | 223.2    | 168      | 2           | 108      | --    | 1        | 72       | 4     | 0        | 71    | 50       | 2.01     | 1.23    |
| 1944       | 阪急       | 11    | 8     | 5     | 3     | 0        | 5     | 4     | --       | --          | .556  | 297   | 72.1     | 54       | 1           | 40       | --    | 0        | 19       | 0     | 0        | 22    | 18       | 2.22     | 1.30    |
| 1946       | 阪急       | 38    | 26    | 12    | 1     | 1        | 11    | 12    | --       | --          | .478  | 864   | 198.1    | 206      | 3           | 73       | --    | 1        | 62       | 1     | 0        | 110   | 70       | 3.17     | 1.41    |
| 1947       | 阪急       | 39    | 26    | 11    | 2     | 1        | 10    | 18    | --       | --          | .357  | 1033  | 250.0    | 243      | 13          | 72       | --    | 1        | 66       | 1     | 1        | 102   | 83       | 2.99     | 1.26    |
| 1948       | 阪急       | 52    | 45    | 22    | 5     | 3        | 19    | 22    | --       | --          | .463  | 1432  | 348.0    | 321      | 14          | 106      | --    | 1        | 130      | 3     | 0        | 129   | 90       | 2.33     | 1.23    |
| 1949       | 阪急       | 52    | 39    | 21    | 7     | 3        | 24    | 15    | --       | --          | .615  | 1442  | 350.0    | 327      | 24          | 90       | --    | 5        | 108      | 7     | 0        | 141   | 113      | 2.91     | 1.19    |
| 1950       | 阪急       | 57    | 37    | 21    | 0     | 3        | 18    | 24    | --       | --          | .429  | 1380  | 328.0    | 322      | 20          | 102      | --    | 0        | 141      | 6     | 0        | 164   | 134      | 3.68     | 1.29    |
| 1951       | 阪急       | 29    | 17    | 9     | 1     | 4        | 9     | 10    | --       | --          | .474  | 665   | 157.1    | 156      | 9           | 48       | --    | 1        | 44       | 1     | 1        | 67    | 51       | 2.91     | 1.30    |
| 1952       | 阪急       | 23    | 13    | 7     | 0     | 1        | 4     | 12    | --       | --          | .250  | 454   | 106.1    | 112      | 6           | 28       | --    | 3        | 30       | 1     | 0        | 57    | 45       | 3.81     | 1.32    |
| 1953       | 阪急       | 37    | 17    | 10    | 2     | 2        | 11    | 8     | --       | --          | .579  | 698   | 177.0    | 154      | 6           | 35       | --    | 4        | 50       | 2     | 0        | 57    | 43       | 2.19     | 1.07    |
| 1954       | 阪急       | 17    | 6     | 0     | 0     | 0        | 0     | 3     | --       | --          | .000  | 221   | 50.2     | 54       | 1           | 20       | --    | 0        | 14       | 2     | 0        | 32    | 25       | 4.44     | 1.46    |
| 1955       | 阪急       | 9     | 3     | 0     | 0     | 0        | 1     | 1     | --       | --          | .500  | 101   | 25.0     | 21       | 1           | 9        | 0     | 1        | 11       | 0     | 0        | 8     | 5        | 1.80     | 1.20    |
| 1957       | 阪急       | 3     | 0     | 0     | 0     | 0        | 0     | 0     | --       | --          | ----  | 26    | 6.0      | 5        | 3           | 2        | 0     | 0        | 1        | 0     | 0        | 6     | 2        | 3.00     | 1.17    |
| 通算：14年 | 通算：14年 | 431   | 283   | 143   | 26    | 19       | 131   | 152   | --       | --          | .463  | 10205 | 2452.1   | 2265     | 103         | 815      | 0     | 19       | 795      | 30    | 2        | 1010  | 759      | 2.78     | 1.26    |

- 各年度の太字はリーグ最高

### 記録
- ノーヒットノーラン：1回（1943年5月2日、対南海戦、阪神甲子園球場） ※史上10人目
- シーズン134自責点（1950年、パ・リーグ記録）

### 背番号
- 22 （1942年 - 1943年）
- 19 （1946年 - 1955年、1957年 - 1958年）
- 70 （1956年）
- 61 （1959年 - 1986年）